# Basiliomya goreaui
Basiliomya goreaui är en musselart som beskrevs av Bayer 1971. Basiliomya goreaui ingår i släktet Basiliomya och familjen Dimyidae. Inga underarter finns listade i Catalogue of Life.